# Synhoria
Synhoria is een geslacht van kevers uit de familie oliekevers (Meloidae).
Het geslacht is voor het eerst wetenschappelijk beschreven in 1897 door Kolbe.

## Soorten
Het geslacht omvat de volgende soorten:
- Synhoria anguliceps Fairmaire, 1885
- Synhoria betsimisaraka Paulian, 1956
- Synhoria cephalotes (Olivier, 1793)
- Synhoria crouzeti Fairmaire, 1894
- Synhoria fischeri Kolbe, 1897
- Synhoria hottentota Péringuey, 1888
- Synhoria macrognatha Fairmaire, 1887
- Synhoria maxillosa (Fabricius, 1801)
- Synhoria rhodesiana Péringuey, 1909
- Synhoria senegalensis Laporte, 1840
- Synhoria testacea Fabricius, 1781